# 井上紘一
井上 紘一（いのうえ こういち、1976年12月16日 - ）は、和歌山県和歌山市出身の元プロ野球選手（外野手）。1996年から1999年までの登録名は井上 煌千。

## 経歴

### プロ入り前
市立和歌山商業高では3年夏に4番を打ち、準々決勝では投手として先発完投勝利すると決勝戦で逆転打を放って甲子園に出場。初戦であった2回戦で双葉高に敗れた。1994年のドラフト7位で広島東洋カープに入団した。

### 広島時代
2年目の1996年に「井上煌千」に改名した。
ファームで打率1割台が続き一度も一軍出場はならず、1999年に自由契約となる。横浜ベイスターズと阪神タイガースの入団テストを受けるが不合格となり、現役を引退した。

### 引退後
2006年、スポーツコンサルタント「K・I ライジング」設立。
2009年、関西独立リーグ・紀州レンジャーズに選手兼任コーチとして入団。
2010年1月、退団。
2018年より故郷和歌山市にて、多目的野球道場「ライジングスター」を経営。

## 詳細情報

### 年度別打撃成績
- 一軍公式戦出場なし

### 背番号
- 61 （1995年 - 1999年）
- 51 （2009年）

### 選手登録名
- 井上 紘一 （いのうえ こういち、1995年、2009年）
- 井上 煌千 （いのうえ こういち、1996年 - 1999年）